# Langues malaita-san cristobal
Les langues malaita-san cristobal, aussi appelées longgu-malaita-makira sont des langues austronésiennes et constituent un des sous-groupes des langues océaniennes parlées aux Salomon.

## Classification

### Place parmi les langues océaniennes
Les langues malaita-san cristobal sont appelées langues longgu-malaita-makira par Lynch, Ross et Crowley. Elles sont l'un des deux sous-groupes des langues salomoniques du Sud-Est. Ces dernières sont rattachées à l'océanien central-oriental.

### Classification interne
Les langues longgu-malaita-makira sont constituées d'une langue, le longgu, et de la famille des langues malaita-makira, elles-mêmes subdivisées en trois sous-ensembles :
- longgu
- famille malaita-makira:
  - langues malaita:
    - 'langues are'are-oroha-marau:
      - 'are'are
      - oroha
      - marau

    - langues malaita nord-centrales
      - lau
      - malait du Nord
      - kwai
      - kwara'ae
      - langalanga
      - kwaio
      - dori'o

  - langues sa'a-ulawa-uki
    - sa'a
    - ulawa
    - uki

  - langues makira
    - arosi
    - faghani
    - bauro
    - kahua

## Sources
- (en) Lynch, John; Malcolm Ross et Terry Crowley, The Oceanic Languages, Curzon Language Family Series, Richmond, Curzon Press, 2002,  (ISBN 0-7007-1128-7)